# Nattages
Nattages korábbi község (település) Franciaországban, Ain megyében. 2016. január 1-jén Parves községgel egyesült és delegált községként Parves et Nattages új község része lett.
Lakosainak száma 589 fő (2018. január 1.). Nattages Massignieu-de-Rives, Parves, Virignin, Yenne és Parves et Nattages községekkel határos.

## Népesség
A település népességének változása:
| Lakosok száma | 266  | 232  | 266  | 322  | 393  | 549  | 574  | 569  | 586  | 589  |
|               | 1962 | 1968 | 1982 | 1990 | 1999 | 2008 | 2011 | 2013 | 2017 | 2018 |